# Кривской сельсовет
Кривской сельсове́т — муниципальное образование со статусом сельского поселения в Далматовском районе Курганской области Российской Федерации.
Административный центр — село Кривское.

## История
В соответствии с Законом Курганской области от 6 июля 2004 года № 419 сельсовет наделён статусом сельского поселения.

## Население
| 1989 | 2002  | 2010 | 2012 | 2013 | 2014 | 2015 |
| ---- | ----- | ---- | ---- | ---- | ---- | ---- |
| 1174 | ↗1308 | ↘868 | ↘835 | ↘772 | ↘769 | ↘729 |
| 2016 | 2017  | 2018 | 2019 | 2020 |      |      |
| ↘719 | ↘706  | ↘692 | ↘676 | ↘656 |      |      |

## Состав сельского поселения
| № | Населённый пункт | Тип населённого пункта       | Население |
| - | ---------------- | ---------------------------- | --------- |
| 1 | Белое            | деревня                      | ↘67       |
| 2 | Большой Атяж     | деревня                      | ↘0        |
| 3 | Большой Беркут   | село                         | ↘56       |
| 4 | Кривское         | село, административный центр | ↘570      |
| 5 | Ларина           | деревня                      | ↘0        |
| 6 | Малый Атяж       | деревня                      | ↘46       |
| 7 | Потанина         | деревня                      | ↘120      |
| 8 | Спицина          | деревня                      | ↘9        |